# جابر قرادي
جابر يحيى قرادي لاعب كرة قدم سعودي ، يلعب كمهاجم في نادي الدرعية.

## مسيرة اللاعب
لعب في نادي الاتفاق ونادي أحد ونادي الدرعية.